# Tezuka Takashi
Tezuka Takashi  (手塚 卓志 Tezuka Takashi, sinh ngày 17 tháng 11 năm 1960) là một nhà thiết kế trò chơi điện tử người Nhật, đạo diễn và nhà sản xuất. Ông hiện là nhân sự cấp cao của Nintendo EPD và điều hành Nintendo.

## Sự nghiệp
Sau khi tốt nghiệp Khoa Thiết kế của Đại học Nghệ thuật Osaka, ông tham gia Nintendo vào tháng 4 năm 1984 và trở thành nhà đồng thiết kế của một số loạt trò chơi của Nintendo được giới phê bình đánh giá cao nhất, bao gồm Mario và The Legend of Zelda. Tezuka thích những cuốn tiểu thuyết giả tưởng như  Chúa tể những chiếc nhẫn của J. R. R. Tolkien, và đã viết câu chuyện và kịch bản cho The Legend of Zelda và Zelda II: The Adventure of Link. Tezuka đồng thiết kế Yoshi, nhân vật ra mắt trong Super Mario World sau khi Miyamoto Shigeru ban đầu muốn Mario cưỡi khủng long kể từ Super Mario Bros. 3.
Tôi chưa bao giờ có ý tách biệt game thủ bình thường và game thủ khó tính khi thiết kế một trò chơi. Trong 20 năm qua, tôi luôn cố gắng làm game để mọi người - càng nhiều người càng tốt - có thể thưởng thức chúng ... Tôi không thể không nói rằng tôi yêu công việc làm game từ tận đáy lòng mình..— Tezuka Takashi 

## Trò chơi
| Năm                                    | Tên                                                         | Chức vụ                                   |
| -------------------------------------- | ----------------------------------------------------------- | ----------------------------------------- |
| 1984                                   | Devil World                                                 | Thiết kế trò chơi                         |
| 1985                                   | Super Mario Bros.                                           | Trợ lý giám đốc, nhà thiết kế trò chơi    |
| 1986                                   | Super Mario Bros.: The Lost Levels                          | Giám đốc, nhà thiết kế trò chơi           |
| 1986                                   | The Legend of Zelda                                         | Giám đốc, nhà thiết kế trò chơi, kịch bản |
| 1987                                   | Zelda II: The Adventure of Link                             | Kịch bản                                  |
| 1988                                   | Super Mario Bros. 3                                         | Giám đốc, nhà thiết kế trò chơi           |
| 1990                                   | Super Mario World                                           | Giám đốc                                  |
| 1991                                   | The Legend of Zelda: A Link to the Past                     | Giám đốc                                  |
| 1993                                   | The Legend of Zelda: Link's Awakening                       | Giám đốc                                  |
| 1995                                   | Super Mario World 2: Yoshi's Island                         | Giám đốc                                  |
| 1995                                   | BS The Legend of Zelda                                      | Thiết kế trò chơi                         |
| 1996                                   | Super Mario 64                                              | Trợ lý giám đốc                           |
| 1997                                   | BS The Legend of Zelda: Inishie no Sekiban                  | Giám sát                                  |
| 1997                                   | Star Fox 64                                                 | Giám sát                                  |
| 1997                                   | Yoshi's Story                                               | Nhà sản xuất                              |
| 1998                                   | The Legend of Zelda: Ocarina of Time                        | Giám sát                                  |
| 1999                                   | Mario Golf                                                  | Giám sát                                  |
| 2000                                   | The Legend of Zelda: Majora's Mask                          | Giám sát                                  |
| 2001                                   | The Legend of Zelda: Oracle of Seasons and Oracle of Ages   | Giám sát                                  |
| 2001                                   | Luigi's Mansion                                             | Nhà sản xuất                              |
| 2001                                   | Pikmin                                                      | Quản lý tiến độ                           |
| 2001                                   | Animal Crossing                                             | Nhà sản xuất                              |
| 2002                                   | Super Mario Sunshine                                        | Nhà sản xuất                              |
| 2002                                   | The Legend of Zelda: The Wind Waker                         | Nhà sản xuất                              |
| 2003                                   | Mario Kart: Double Dash                                     | Nhà sản xuất                              |
| 2004                                   | The Legend of Zelda: The Minish Cap                         | Giám sát                                  |
| 2004                                   | The Legend of Zelda: Four Swords Adventures                 | Giám sát                                  |
| 2004                                   | Pikmin 2                                                    | Nhà sản xuất                              |
| 2004                                   | Paper Mario: The Thousand-Year Door                         | Giám sát                                  |
| 2005                                   | Yoshi Touch & Go                                            | Nhà sản xuất                              |
| 2005                                   | Animal Crossing: Wild World                                 | Nhà sản xuất                              |
| 2006                                   | New Super Mario Bros.                                       | Tổng sản xuất                             |
| 2006                                   | Yoshi's Island DS                                           | Nhà sản xuất cấp cao                      |
| 2006                                   | The Legend of Zelda: Twilight Princess                      | Giám sát                                  |
| 2007                                   |                                                             |                                           |
| Big Brain Academy: Wii Degree          | Tổng sản xuất                                               |                                           |
| Mario Party 8                          | Giám sát                                                    |                                           |
| The Legend of Zelda: Phantom Hourglass | Giám sát                                                    |                                           |
| Donkey Kong Barrel Blast               | Giám sát                                                    |                                           |
| Mario Party DS                         | Giám sát                                                    |                                           |
| Link's Crossbow Training               | Nhà sản xuất                                                |                                           |
| 2008                                   | Nhà sản xuất                                                | Wii Music                                 |
| 2008                                   | Animal Crossing: City Folk                                  | Tổng sản xuất                             |
| 2008                                   | New Play Control! Donkey Kong Jungle Beat                   | Tổng sản xuất                             |
| 2008                                   | New Play Control! Pikmin                                    | Giám sát                                  |
| 2009                                   | New Super Mario Bros. Wii                                   | Nhà sản xuất                              |
| 2009                                   | The Legend of Zelda: Spirit Tracks                          | Giám sát                                  |
| 2010                                   | Super Mario Galaxy 2                                        | Nhà sản xuất                              |
| 2011                                   | The Legend of Zelda: Ocarina of Time 3D                     | Nhà sản xuất cấp cao                      |
| 2011                                   | The Legend of Zelda: Four Swords Anniversary Edition        | Nhà sản xuất cấp cao                      |
| 2011                                   | Super Mario 3D Land                                         | Tổng sản xuất                             |
| 2011                                   | The Legend of Zelda: Skyward Sword                          | Giám sát                                  |
| 2012                                   | New Super Mario Bros. 2                                     | Nhà sản xuất                              |
| 2012                                   | New Super Mario Bros. U                                     | Nhà sản xuất                              |
| 2012                                   | Animal Crossing: New Leaf                                   | Tổng sản xuất                             |
| 2013                                   | Flipnote Studio 3D                                          | Nhà sản xuất                              |
| 2013                                   | The Legend of Zelda: A Link Between Worlds                  | Giám sát                                  |
| 2014                                   | Yoshi's New Island                                          | Nhà sản xuất                              |
| 2015                                   | Yoshi's Woolly World                                        | Nhà sản xuất                              |
| 2015                                   | Super Mario Maker                                           | Nhà sản xuất                              |
| 2015                                   | The Legend of Zelda: Tri Force Heroes                       | Giám sát                                  |
| 2015                                   | Mario & Luigi: Paper Jam                                    | Giám sát                                  |
| 2016                                   | Paper Mario: Color Splash                                   | Giám sát                                  |
| 2016                                   | Super Mario Maker for Nintendo 3DS                          | Nhà sản xuất                              |
| 2016                                   | Super Mario Run                                             | Nhà sản xuất                              |
| 2017                                   | The Legend of Zelda: Breath of the Wild                     | Giám sát                                  |
| 2017                                   | Arms                                                        | Trưởng phòng sản xuất                     |
| 2017                                   | Hey! Pikmin                                                 | Nhà sản xuất                              |
| 2017                                   | Mario & Luigi: Superstar Saga + Bowser's Minions            | Giám sát                                  |
| 2018                                   | Mario & Luigi: Bowser's Inside Story + Bowser Jr.'s Journey | Giám sát                                  |
| 2019                                   | New Super Mario Bros. U Deluxe                              | Nhà sản xuất                              |
| 2019                                   | Yoshi's Crafted World                                       | Nhà sản xuất                              |
| 2019                                   | Super Mario Maker 2                                         | Nhà sản xuất                              |
| 2020                                   | Clubhouse Games: 51 Worldwide Classics                      | Nhà sản xuất                              |
| 2020                                   | Pikmin 3 Deluxe                                             | Nhà sản xuất                              |